# OVH
OVH (англ. OVH Groupe SAS) — французская компания облачных вычислений, предлагающая VPS, выделенные серверы. Это крупнейший хостинг-провайдер в Европе, и третий по величине в мире с собственными физическими серверами. Компания была основана в 1999 году семьей Клаба со штаб-квартирой во французском Рубе.
По состоянию на 2021 год OVH имеет 30 дата-центров в 30 странах, где размещено 380 тыс. серверов с пропускной способностью сети 20 Тб/с.
С 2016 года OVH владеет крупнейшим по площади центром обработки данных в мире, который размещён в Канаде.

## История
В 1999 году 24 летний Октав Клаба занял 25 000 франков у друзей и семьи для открытия своего первого бизнеса. Октав, убежденный в необходимости веб-хостинга во Франции, в ноябре 1999 года арендовал в Париже 10 серверов.
В 2000 году к OVH присоединились три члена семьи Клаба Генрих, Галина и Мирослав. Доход компании уходил на новое оборудование. Общее число серверов возросло до 20 штук. В этом же году OVH получила права на управление доменными именами .fr и .be.
В 2001 году компания взяла в аренду свой первый дата-центр P11 в Париже. Из-за быстрого роста числа клиентов OVH начала искать новый центр обработки данных. Еженедельно команда ездит из Рубе в Париж для обслуживания серверов. Было решено спроектировать свои собственные корпуса для серверов, чтобы облегчить их обслуживание. Так OVH построила свой первый сервер — Greenbox.
В 2003 году OVH отказалась от арендованных и запустила в Париже полностью свой дата-центр в здании площадью 3 тыс. м². В поисках альтернативы шумному воздушному охлаждению в новом дата-центре, OVH пришла к водяному охлаждению процессоров, тем самым снизила энергопотребление центра. OVH становится одним из первых хостинг-провайдеров, построивших дата-центры с водяным охлаждением.
В 2004 году филиалы компании открываются в Польше и Испании. Количество серверов достигло порядка 4 тыс.
В 2006 году появилась дочерняя компания в Германии. Количество серверов увеличилось до 12 тыс. Началось строительства новых дата-центров в Рубе и модернизация сетевой инфраструктуры с заменой на оптическое волокно, что увеличило в Европе пропускную способность до 3 тыс. Гбит/с. Компания вводит архитектуру EcoRoom, при которой происходит разделение горячего и холодного воздушных потоков, для обеспечения регулирования температуры, что позволило заменить кондиционеры на естественную систему вентиляции.
В 2008—2009 годах OVH запускает VoIP во Франции и открывает дочерние предприятия в Италии, Португалии, Великобритании, Ирландии, Нидерландах, Литве, Финляндии и Чехии. Запущены дата-центры Roubaix 2 и Roubaix 3. Общее число серверов стало 37 тыс.
С 2010 года OVH делает упор на развитие облачных технологий и введение виртуализации. Компания инвестирует €10 млн в R&D cloud и внедряет технологию vRack, для взаимного соединения серверов друг с другом, независимо от того, размещены они в одном или нескольких дата-центрах.
В 2011—2012 годах завершено строительство дата-центра Roubaix 4 в Рубе с вместимостью более 35 тыс. серверов и открыт дата-центр SBG1 в Эльзасе. Начало строительства крупнейшего в мире центра обработки данных в Богарнуа в Канаде с вместимостью 360 тыс. серверов.
В 2013—2014 годах в Гравлине запущен крупнейший дата-центр GRA в Европе, с рекордной вместимостью 300—500 тыс. серверов. Общее количество серверов компании более 180 тыс. Штат сотрудников более 800 человек. Для борьбы DDoS-атаками OVH запускает средства anti-DDoS защиты. Клиенты OVH получили возможность регистрировать домены .ovh.
В 2017 году число сотрудников компании более 2 тыс., 300 тыс. активных серверов в 27 дата-центров по миру с вместимостью 1,3 млн серверов. Число клиентов OVH превысило 1,3 млн человек. OVH получает $250 млн инвестиций от KKR и TowerBrook для мирового расширения. Открыты штаб-квартиры в Рестоне и Винт-Хилл, штат Виргиния. OVH запускает vCloud Air, приобретенную ранее у VMware.
27 мая 2017 года общий сетевой трафик превысил 3,7 Тбит. Запущена новая линейка сверхмощных серверов на базе процессора Intel Core i7 с рабочей частотой 4,8 ГГц.[значимость факта?]
17 апреля 2017 года OVH выкупила у Marble и Erhoven Systems IP-блоки в диапазонах 147.135.0.0/17; 142.44.128.0/17; 145.239.0.0/16;[значимость факта?]
В 2021 году OVH располагала более чем 400 000 серверов в более чем 30 центрах обработки данных на 4 континентах и оказывала свои услуги более 1,6 миллионам клиентов.
Компания не имеет официального представительства в СНГ, зато имеется множество реселлеров и партнеров, которые предлагают их услуги в официальном порядке. В литовском филиале имеется русскоязычная поддержка.

### Инвестиции
В октябре 2016 года сообщалось, что OVH привлекла $250 млн для дальнейшего международного роста. OVH этот этап финансирования оценил более чем в $1 млрд. За 2016 отчетный год, доход OVH составила €320 млн.
В 2018 году OVH объявила о своих планах за 5 лет утроить инвестиции, начиная с 2021 года, которые составляют от $4,6 до $8,1 млрд.

### Происшествия
9 ноября 2017 года в 3 дата-центрах компании произошел сбой в работе высоковольтной сети электропитания в Страсбурге. Примерно через один час сбой произошел еще в 7 дата-центрах в Рубе. На несколько часов недоступными оказались десятки тысяч интернет-сайтов, в том числе сайты российских СМИ: Ведомости, Росбалт и Znak.com. По словам руководства причиной стала ошибка в программном обеспечении, из-за которой перестала работать оптическая линия, соединяющая дата-центры с оборудованием OVH.
10 марта 2021 года в дата-центре расположенном в Страсбурге возник пожар, в котором полностью сгорел SBG2, в результате чего много сайтов перестали работать. Дата-центр SBG1 был частично поврежден, SBG3 и SBG4 остались не затронутыми огнем. Разработчики игры Rust сообщили о полной потере игровых данных европейских пользователей. SBG2 был введен в эксплуатацию в 2016 году с вместимостью 30 тыс. физических серверов. OVH отметила, что никто из сотрудников компании не пострадал. В конце марта 2022 года пожарная служба департамента Нижний Рейн опубликовала официальный отчёт, согласно которому причиной столь тяжёлых для компании последствий стали грубейшие нарушения противопожарных требований. Другими словами, сгоревший объект не соответствовал многим требованиям к безопасности подобного типа помещений. 
30 октября 2024 года произошёл кратковременный, но значительный сбой. Согласно их отчёту об инциденте, проблема возникла в 13:23 по всемирному координированному времени и была описана просто как «происходит инцидент в нашей магистральной инфраструктуре.» OVHcloud отметил, что инцидент закончился 17 минут спустя, в 13:40 по всемирному координированному времени.
В отчёте о расследовании, опубликованном OVHcloud, отмечается, что инцидент был вызван «ошибкой в конфигурации сети, которую по ошибке допустил один из наших партнёров по пирингу» и что «мы немедленно перенастроили наши сетевые маршруты для восстановления трафика.» Одним из возможных объяснений инцидента с магистралью может быть утечка маршрута BGP упомянутым партнёром по пирингу (Worldstream).

## Сотрудничество
OVH является спонсором бесплатного центра сертификации «Let’s Encrypt», который предоставляет бесплатные сертификаты для безопасности веб-сайтов (SSL) и спонсором бесплатного сервиса шифрования TLS.
OVH закупает оборудование у американской компании Supermicro.